# Église Saint-Maurice de Sciez
L'église Saint-Maurice de Sciez est une église catholique française, située dans le département de la Haute-Savoie, dans la commune de Sciez. Elle est placée sous le patronage du saint Maurice d'Agaune, capitaine de la Légion Thébéenne et martyr.

## Historique
La première église est construite vers le XIe siècle sur l'emplacement d'une ancienne chapelle.
La pape Innocent IV, en 1250, soumet la paroisse de Sciez à l'abbaye de Saint-Maurice d'Agaune.
L'église actuelle a été construite entre 1873 et 1879.